# Лецци, Барбара
Барбара Лецци (итал. Barbara Lezzi; род. 24 апреля 1972, Лечче) — итальянский политик, министр без портфеля по делам Юга Италии (2018—2019).

## Биография
Родилась 24 апреля 1972 года в Лечче, в 1991 году окончила профессионально-технический колледж (istituto tecnico) имени Деледда по специальности офисного сотрудника и ведения переписки на иностранных языках. В 1992 году начала работать в частных компаниях. В 2013 году избрана в Сенат от Апулии по списку Движения пяти звёзд. Являлась заместителем председателя Постоянной комиссии по бюджету и экономическому планированию, членом Постоянной комиссии по европейской политике.
4 марта 2018 года победила на выборах в Сенат с результатом 39,9 %, выставив свою кандидатуру от Пяти звёзд в одномандатном округе Нардо. Сильнейший из её соперников, кандидат правоцентристской коалиции Лучано Каридди (Luciano Cariddi), получил 35,2 %, а опытный политик, бывший премьер-министр Италии Массимо Д’Алема — только 3,9 %.
1 июня 2018 года вступила в должность министра без портфеля по делам Юга Италии в правительстве Конте.
4 сентября 2019 года Джузеппе Конте сформировал своё второе правительство (новым министром по делам Юга Италии стал Джузеппе Провенцано, Лецци не получила никакого назначения), и
5 сентября новый кабинет принёс присягу.
В феврале 2021 года активно выступила против участия Д5З в правительстве Драги и безуспешно добивалась организации повторного онлайн-голосования участников Движения на IT-платформе «Руссо».